# Obóz koncentracyjny Yodŏk
Obóz koncentracyjny Yodŏk (obóz nr 15, kor. 요덕 정치범수용소) – zespół obozów internowania i zakładów karnych w Hamgyŏng Południowym, w Korei Północnej, położony w dolinie nad rzeką Ipsok, 68 km na północny wschód od Pjongjangu. Prawdopodobnie został zamknięty w 2014 roku.

## Opis obozu i sytuacja więźniów
Informacje o historii i strukturze obozu koncentracyjnego w Yodŏk są niepełne. Większość danych pochodzi z relacji byłych więźniów tego obozu, którzy zdołali uciec z Korei Północnej. Obóz koncentracyjny Yodŏk zajmował powierzchnię ok. 233 km² powierzchni. W 2012 roku w obozie żyło ok. 50 tys. więźniów. Według relacji więźniów obóz był otoczony drutem kolczastym o wysokości czterech metrów, ogrodzeniem podłączonym do prądu oraz polem minowym. Co kilometr wznosiła się wieża o wysokości 25 metrów. Obóz miał być pilnowany przez ok. 1000 uzbrojonych strażników oraz owczarki niemieckie. Dzielił się na strefę całkowitej kontroli i na strefę rewolucyjną, w której istnieje szansa wyjścia na wolność. Do obozu rewolucyjnego trafiały osoby skazane za drobne wykroczenia i przestępstwa polityczne, w większości należące do elity politycznej lub repatrianci z Japonii, utrzymujące dobre kontakty z organizacjami japońskimi, które przychylnie odnosiły się do Korei Północnej. Istniał również wydzielony obszar obozu, gdzie dokonywano egzekucji więźniów.
Nowo przybili więźniowie byli poddawani piętnastodniowemu szkoleniu wstępnemu. Według relacji więźniów ze strefy rewolucyjnej, skazani byli przydzielani do jednej z siedmiu grup roboczych. Więźniowie byli zmuszani do pracy przy wydobyciu kamienia gipsowego i złota. Podczas prac w kopalniach często dochodziło do wypadków śmiertelnych. Inni więźniowie pracowali przy uprawie roślin tekstylnych, produkcji alkoholu, wycince drzew, w warsztatach kowalskich lub przy kopaniu kanałów nawadniających. Więźniowie pracowali po kilkanaście godzin dziennie, po pracy odbywali dwugodzinne szkolenie. Praca przymusowa stanowiła formę kary, środka resocjalizacji oraz metodą eliminacji osób uznawanych za nieprzydatne dla społeczeństwa. Dwa razy w tygodniu w obozie odbywały się spotkania poświęcone krytyce i samokrytyce więźniów. Podczas spotkań skazani oddawali hołd Kim Ir Senowi i Kim Dzong Ilowi, brali udział w wykładach, czytaniu dziennika „Rodong Sinmun” i konkursach recytacji mowy Kim Ir Sena „W przeddzień Nowego Roku”.
Skazani byli głodzeni. Więźniom przysługiwało dziennie 120 g kleiku ryżowego. Zagłodzeni więźniowie dopuszczali się do jedzenia żab, dżdżownic, szczurów, węży i dziko rosnących roślin. W obozie hodowano dla władz więzienia kury i gęsi, które regularnie karmiono ziarnem. Więźniowie spożywali wydłubywane z ich odchodów ziarna. Więźniowie zagłodzeni na śmierć byli chowani w pobliskich górach.
Skazani mężczyźni byli fizycznie karani za odbywanie stosunków seksualnych. Wszystkie kobiety w ciąży byli poddawane zabiegowi aborcji.
Do Yodŏk trafiali obcokrajowcy, którzy zostali porwani lub dobrowolnie przybyli do Korei Północnej. Pod koniec lat 70. w Yodŏk znalazło się czternaście Japonek. W przeciągu piętnastu lat zmarło 12 z nich. Korea Północna obiecała ich wypuszczenie w zamian za otrzymanie pomocy żywnościowej od Japonii. Rząd Japonii przyznał pomoc humanitarną. Do Yodŏk trafiła Japonka Mitsubishi Humiko, która przeżyła eksperymenty pseudonaukowe prowadzone w laboratorium w Namp’o. Humiko zginęła w Yodok po tym, jak strażnicy przywiązali ją do samochodu i ciągnęli przez obóz.
W obozie Yodŏk kary odbywali również wysoko postawieni urzędnicy oraz chrześcijanie. W 1997 roku w obozie znalazł się szef konsulatu północnokoreańskiego w Shenyang Kim Jong-nam, który skrytykował politykę Kim Dzong Ila.
Dwa razy w roku, z okazji urodzin Kim Ir Sena i Kim Dzong Ila ogłaszana jest amnestia dla wybranych więźniów. W obozie obchodzono trzy święta: Nowy Rok, urodziny Kim Ir Sena i urodziny Kim Dzong Ila.

## Relacje świadków

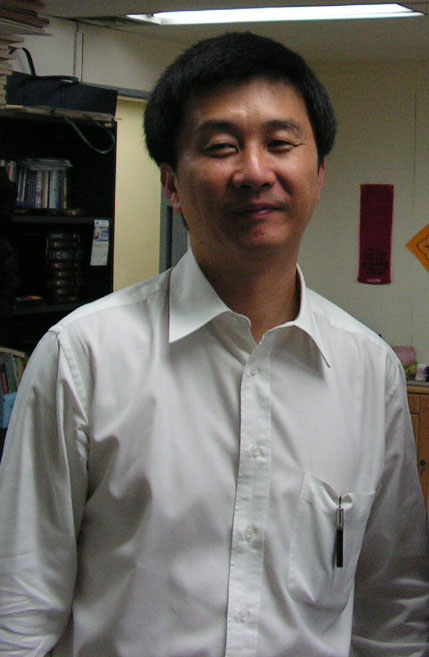
Kang Chol-hwan, więzień obozu Yodŏk

W 1977 roku do obozu trafił dziewięcioletni Kang Chol-hwan wraz z ojcem, dziadkami i jednym z braci. Kang trafił do Yodŏk z powodu swojego dziadka, który zbyt pochlebnie wyraził się o życiu i modelu gospodarczym Japonii. Kang spędził w obozie sześć lat. Przez ten był traktowany według specjalnego reżimy obowiązującego dzieci. Rano uczył się w obozowej szkole, gdzie nauczano przede wszystkim życia i działalności Kim Ir Sena, po południu pracował (m.in. przy zbieraniu kamieni i wyrywaniu chwastów). Inną relację o życiu w Yodŏk dostarczyło w 1992 roku dwóch zbiegów. Według nich w wyniku ciężkich warunków odbywania kary co roku kilkunastu więźniów próbowało uciec z obozu. Obaj uciekinierzy podają, że są pierwszymi osobami, którym udało się uciec z obozu. Według kolejnej relacji w latach 1999–2001 w wyniku głodu zmarło ok. 40% więźniów.

## Prawdopodobne zamknięcie obozu
W 2014 roku obóz został prawdopodobnie zamknięty. Więźniowie zostali przeniesieni do obozów nr 14 i 16. Większość budynków wchodzących w skład obozu rozebrano. Nie wiadomo, kiedy rozpoczęto proces przenoszenia więźniów. Transport więźniów zakończono w 2014 roku. Według doniesień obóz Yodŏk zamknięto w celu przekształcenia go we wzorowe więzienie. Zabieg ten był elementem kampanii mającej na celu poprawę wizerunku Korei Północnej, postrzeganej jako kraj systematycznie łamiący prawa człowieka.

## Yodŏk w kulturze
W 2008 roku miał premierę polsko-norweski film dokumentalny Yodok Stories (tytuł polski: Historie z Yodok) reż. Andrzeja Fidyka. Film opowiada o powstawaniu w Seulu spektaklu teatralnego o życiu w obozie. W spektaklu wystąpili więźniowie obozu, którzy zdołali uciec do Korei Południowej, ponadto w filmie wystąpili m.in. były strażnik obozu koncentracyjnego i osobisty ochroniarz Kim Dzong Ila. Premiera spektaklu odbyła się 5 marca 2006 roku.